# Liste der Monuments historiques in Bagnères-de-Luchon
Die Liste der Monuments historiques in Bagnères-de-Luchon führt die Monuments historiques in der französischen Gemeinde Bagnères-de-Luchon auf.

## Liste der Bauwerke
| Bezeichnung                       | Beschreibung | Standort                             | Kennzeichnung | Schutzstatus   | Datum     | Bild           |
| --------------------------------- | ------------ | ------------------------------------ | ------------- | -------------- | --------- | -------------- |
| Casino                            |              | (Lage)                               | PA31000035    | Inscrit        | 1999      | weitere Bilder |
| Chalets Spont                     |              | 56, allées d’Etigny (Lage)           | PA00125564    | Inscrit        | 1993      | weitere Bilder |
| Kapelle St-Étienne                |              | Quartier de Barcugnas (Lage)         | PA00094276    | Inscrit        | 1931      | weitere Bilder |
| Schloss Lafont                    |              | Allées d’Etigny (Lage)               | PA00094277    | Inscrit Classé | 1927 1931 | weitere Bilder |
| Kirche Notre-Dame-de-l’Assomption |              | (Lage)                               | PA00094279    | Inscrit        | 2003      | weitere Bilder |
| Résidence Charles Tron            |              | 18, cours Jean-Jaurès (Lage)         | PA00094280    | Inscrit        | 1986      | weitere Bilder |
| Thermes Chambert                  |              | Cours des Quinconces (Lage)          | PA00094281    | Inscrit        | 1977      | weitere Bilder |
| Villa Édouard                     |              | 2, boulevard Edmond-Rostand (Lage)   | PA31000060    | Inscrit        | 2003      | weitere Bilder |
| Villa Luisa                       |              | 6, boulevard Charles Tron (Lage)     | PA31000091    | Inscrit        | 2012      | weitere Bilder |
| Villa Pyrène                      |              | 13, allée des Bains (Lage)           | PA31000061    | Inscrit        | 2004      | weitere Bilder |
| Villa Santa Maria                 |              | 14, boulevard Henri-de-Gorsse (Lage) | PA31000077    | Inscrit        | 2006      | weitere Bilder |

## Liste der Objekte

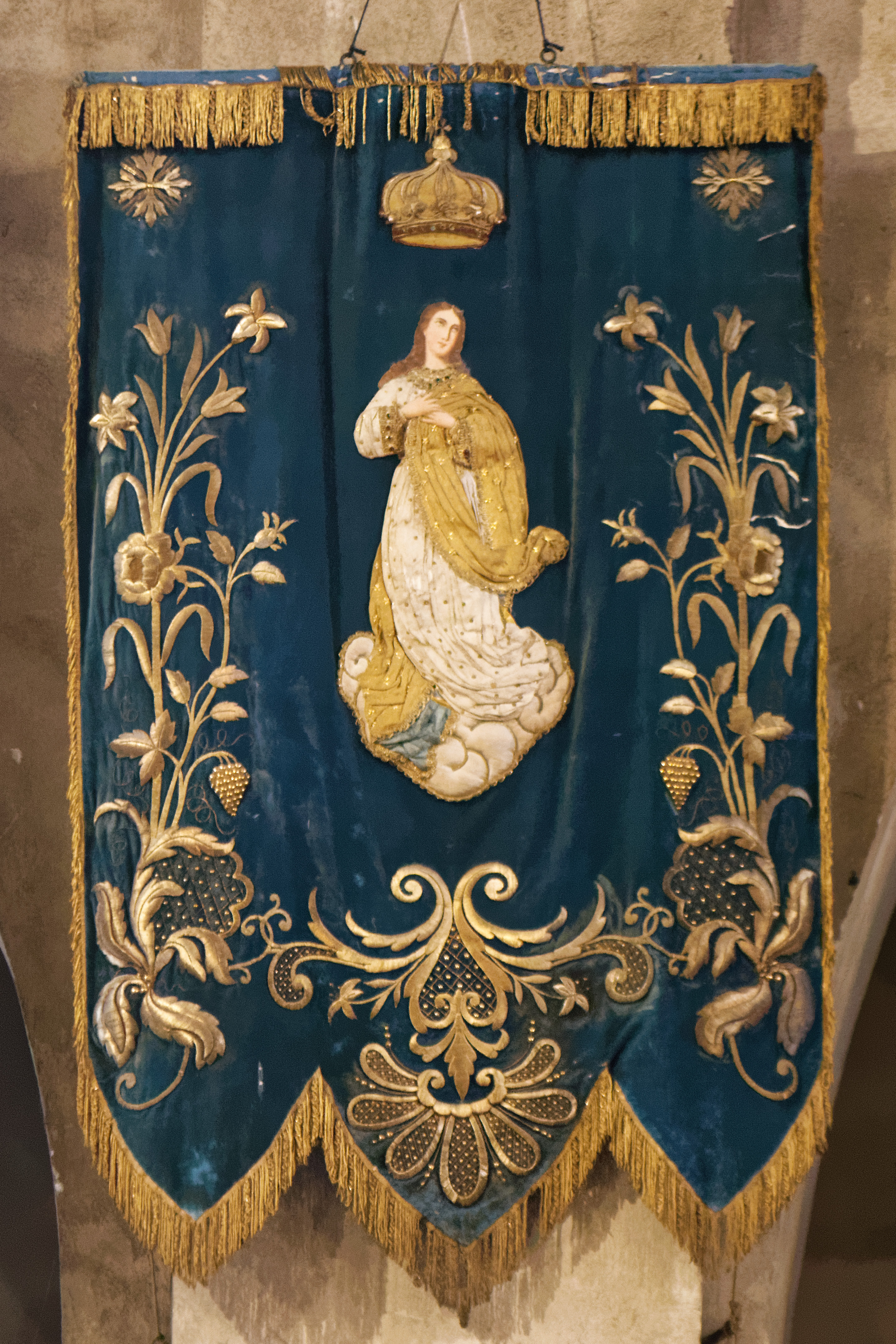
Prozessionsfahne in der Kirche Notre-Dame-de-l’Assomption

- Monuments historiques (Objekte) in Bagnères-de-Luchon in der Base Palissy des französischen Kultusministeriums